# Jonathan C. Cohen
Jonathan C. Cohen ist ein US-amerikanischer Ernährungsmediziner und Internist am Eugene McDermott Center for Human Growth and Development des University of Texas Southwestern Medical Center in Dallas. Er ist vor allem für seine Arbeiten zu den genetischen Faktoren bekannt, die die Höhe der Serumspiegel der Lipoproteine und des Cholesterins beeinflussen.
Cohen erwarb 1989 an der Universität Kapstadt einen Ph.D. und ging anschließend als Postdoktorand an das University of Texas Southwestern Medical Center, wo er seitdem tätig ist. Hier leitet er gemeinsam mit der Genetikerin Helen Hobbs ein Forschungslabor.
Cohen befasst sich mit genetischen Störungen, die für häufige Erkrankungen wie koronare Herzerkrankung und Fettleber prädisponieren. Gemeinsam mit seiner Forschungspartnerin identifizierte er Gene, die eine wichtige Rolle im Stoffwechsel von Fetten, Cholesterin und Triglyceriden spielen, und trug zur Aufklärung der biologischen Funktion der Proteine bei, die durch diese Gene codiert werden. Cohen konnte zeigen, dass Loss-of-Function-Mutationen des PCSK9 zu verminderten Cholesterinspiegeln führen und einen Schutz vor koronarer Herzkrankheit vermitteln. Außerdem identifizierten Hobbs und Cohen die erste genetische Ursache der nicht-alkoholischen Fettleber beim Menschen.
2016 wurden Cohen und Hobbs mit dem Passano Award der Passano Foundation ausgezeichnet, einem renommierten US-amerikanischen Wissenschaftspreis, dessen Träger später häufig auch einen Nobelpreis erhalten haben. Seit 2024 zählt der Medienkonzern Clarivate beide aufgrund der Zahl der Zitationen zu den Favoriten auf einen Nobelpreis (Clarivate Citation Laureates). 2022 wurde Cohen in die National Academy of Sciences gewählt.